# It Gets Better

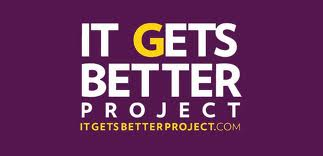

Все зміниться на краще (англ. It Gets Better) — акція, розпочата американським журналістом Деном Севіджом (англ. Dan Savage) після того, як кілька гомосексуальних підлітків покінчили життя самогубством восени 2010 року в США.
Кампанія була підтримана багатьма знаменитостями, а також сотнями інших людей різної сексуальної орієнтації. У коротких відеороликах люди розповідають свої життєві історії. Співак Джеффрі Стар навіть спеціально записав для проєкту пісню з назвою «Kiss It Better», яку безкоштовно виклав в Інтернет для скачування.
У проєкті взяли участь Леді Гага, актриса Енн Гетевей, журналіст Ларрі Кінг, співак Даррен Хейз, актриса й телеведуча Еллен Дедженерес, співачка Kesha, президент США Барак Обама, політик Гілларі Клінтон, політик Джо Байден, співачка та актриса Джуел, актор Єн Сомерхолдер, актриса Джулі Бенц, актор Крістофер Колфер, актор й комедіант Дейн Кук, модель Едріанн Каррі, співачка Глорія Естефан, співачка і актриса Ів Джеферс, актор Джессі Фергюсон, телеведучий Тім Ганн, актриса та співачка Дженніфер Лав Хьюітт, відомий блогер Періс Хілтон, співачка Джанет Джексон, актор Ніл Патрік Харріс, співачка Ciara, співак Адам Ламберт, актриса Дженні Маккарті, співак Ей Джей Маклін, актор Закарі Квінто, єпископ Джон Робінсон, співак Prince Poppycock та багато інших.
В Німеччині також був створений німецькомовний варіант проєкту під назвою «Es wird besser», в Нідерландах — «Het wordt beter», в Молдавії — «Totul se va schimba spre bine». У Фінляндії безліч відомих людей, в тому числі і міністр Олександр Стубб взяли участь в відеокампанії Kaikki muuttuu paremmaksi («Все стає краще»), що закликає підлітків відчувати себе комфортно в своїй сексуальності. У Великій Британії прем'єр-міністр Девід Кемерон та інші члени парламенту, військові, актори, вчителі, батьки взяли участь в аналогічній кампанії It gets better… today (Все зміниться на краще… сьогодні).. У Канаді організація It Gets Better Canada записала дванадцяти хвилинний ролик за участю відомих канадців. Одна з віце-президентів Європейської комісії Нелі Крус записала відео It Gets Better Europe.
Також в 2012 році проєкт It Gets Better з'явився в Росії.